# Alexander City
Alexander City ist eine Stadt im US-Bundesstaat Alabama, Vereinigte Staaten. Sie hatte zum Zeitpunkt des United States Census 2020 14.843 Einwohner und eine Fläche von 101 km² (davon 0,4 % Wasserfläche). Die amtierende Bürgermeisterin ist Barbara H. Young.

## Geographie
Alexander City liegt südöstlich von Birmingham im Tallapoosa County am Nordwestufer des Lake Martin (einem Stausee des Tallapoosa-Rivers), der mit seinen langen bewaldeten Ufern und seinen 178 Quadratkilometern Wasserfläche ein beliebtes Ziel von Touristen und Erholungssuchenden ist. In der näheren Umgebung gibt es Möglichkeiten für Boots- und Yachtausflüge, zum Schwimmen, Angeln, Golfen und Campen. Entlang des Seeufers haben sich zahlreiche wohlhabende Bürger in Luxusvillen angesiedelt. Die Stadt liegt am Highway, der von Birmingham nach Columbus (Georgia) führt, was der Infrastruktur der Stadt zugutekommt. Außerdem besteht eine Eisenbahnverbindung, die Alexander City ebenfalls mit diesen beiden Städten verbindet.

## Geschichte
Seit 1698 existierte ein von den Briten genutzter Handelsweg in der Gegend, an dem die Stationen Flint Hill, Young’s Ferry und Kowaliga lagen. 1814 gelang dem US-General und späteren Präsidenten Andrew Jackson in der Schlacht am Horseshoe Bend unmittelbar östlich der Ortschaft ein entscheidender Sieg gegen die Muskogee, die im Jahre 1832 gezwungen werden, das Land am Tallapoosa-River abzutreten. Fünf Jahre später erwarb James Young ein Gebiet von 320 Acres auf dem Gebiet der heutigen Stadt und gründete dort eine Siedlung, die nach ihm zunächst Youngsville benannt wurde. Der Ort war zu Beginn noch zu klein und zu unbedeutend, um im Sezessionskrieg eine Rolle zu spielen, 1872 errichteten Methodisten und Baptisten je eine Kirche im Ort. 1873 erhielt Youngsville einen Eisenbahnanschluss durch die Savannah & Memphis Railway und wurde nach dem Präsidenten der Gesellschaft, Edward P. Alexander, in Alexander City umbenannt. 1879 erhielt Alexander City die erste Gemeindeschule, 1884 zog B. F. C. Russell in den Ort, der hier in der Folge eine Fabrik errichtete, die bis heute größter Arbeitgeber der Stadt ist.
1889 wurde in der Stadt ein Gerichtsgebäude errichtet, 1900 erfolgte die Ansiedlung einer Baumwollfabrik. 1902 nahm die Russell-Fabrik (Produktion von Unterwäsche) ihren Betrieb auf, im gleichen Jahr wurde Alexander City von einem großen Feuer heimgesucht, das erheblichen Sachschaden verursachte. Charakteristisch für den Einfluss der Unternehmer in der Epoche des „Big Business“ war, dass 1907 T. C. Russell, der Bruder des seinerzeitigen Firmenchefs Ben, Bürgermeister von Alexander City wurde. In den Jahren 1923–1926 erfolgte der Bau des Martin-Staudamms, der das Gesicht der Landschaft veränderte, zugleich für eine bessere Energieversorgung und für ein Anwachsen der Touristik-Branche sorgte. 1950 erfolgte der Bau einer Oberschule, die nach dem Unternehmer Benjamin Russell benannt wurde. 1956 wurde das benachbarte Schlachtfeld von Horseshoe Bend zum National Monument erklärt. Zwar wurden auch in Alexander City neue Bildungsmöglichkeiten geschaffen, so 1965 das Alexander City Junior College, die Stadt war allerdings bis in die 50er und 60er Jahre hinein durch die Rassentrennung im Alltag geprägt, sodass der schwarzen Bevölkerung lange Zeit nicht die gleichen Aufstiegschancen zukamen. Im Jahre 2000 wurde eine „Zeitkapsel“ im nach dieser benannten „Time Capsule Park“ am Children’s Harbor in die Erde versenkt, der künftigen Generationen einen Einblick in das Leben des Ortes um die Jahrtausendwende verschaffen soll.

## Demographie
In Alexander City lebten im Jahre 2000 15.008 Einwohner (4.134 Familien) in 6.152 Haushalten, 70,6 % der Bewohner werden als Weiße gezählt, 28,4 % als Schwarze, 0,1 % sind indianischer Herkunft, 0,3 % sind Asiaten, 0,5 % Hispanics und Latinos. 24 % der Einwohner sind unter 18, 19 % über 65, das Durchschnittsalter beträgt 39. Auf 100 Frauen kommen in Alexander City 85 Männer. Das Durchschnittshaushaltseinkommen in der Gemeinde beträgt $29.309 jährlich, d. h. pro Kopf $17.305, womit diese ländliche Gemeinde trotz ihrer guten Infrastruktur etwas unter dem Durchschnitt des Bundesstaates Alabama liegt (ca. $20.000), das wiederum einen der letzten Ränge in den USA einnimmt. Zudem befinden sich nicht weniger als 16,7 % der Bevölkerung unterhalb der Armutsgrenzen, wobei überdurchschnittlich viele Nicht-Weiße betroffen sind; die Luxusvillen am Ufer des Lake Martin, die meist Weißen gehören, dokumentieren die weiter bestehenden sozialen Ungleichheiten deutlich.

## Sehenswürdigkeiten
- Lake Martin – Stausee mit zahlreichen Ausflugs- und Erholungsmöglichkeiten
- Horseshoe Bend National Military Park – Gedenkstätte am Ort der Schlacht vom 27. März 1814, umfasst 2.040 Acres mit Besucherzentrum und Museum. Das Museum ist ein sog. Drive-thru-Museum, das mit dem Auto befahren werden kann.
- Wind Creek State Park.
- Charles E. Bailey Sr. Sportplex.
- T. C. Russell-Flugplatz – direkt neben der Fa. Russell und am Highway gelegen.
- Lake Martin Amphitheater – Open-Air-Veranstaltungsstätte mit 2.500 Plätzen.
- Martin-Staudamm – Kraftwerk mit einer Leistung von 301,7 Mio. kWh; der Damm erzeugte den zum Zeitpunkt seines Baus größten künstlichsten See der Welt (nach dem Volumen gerechnet).
- D.A.R.E. Power Park – Zwischen Alexander City und dadeville gelegenes Freizeitzentrum.
- Chimney Rock – Beliebte Ausflugsinsel im See.
- Children’s Harbor – Am See gelegene Siedlung im Stil neuenglischer Kleinstädte mit Kirche und einem kleinen Leuchtturm.
- Camp ASCCA – größte Campinganlage der Region mit über 10.000 Besuchern jährlich.

## Ansässige Unternehmen
Der größte Arbeitgeber in der Region ist Russell Athletic.

## Medizinische Versorgung
Das Krankenhaus wurde nach dem größten ansässigen Unternehmen benannt.

## Bildung
Im Ort bestehen an Bildungseinrichtungen u. a.:
- das Alexander City Junior College
- die Ben Russell High School
- eine Middle School
- sowie drei weitere Schulen (Radney, Stevens und Jim Pearson School)

Wichtigste Bibliothek der Stadt ist die Adelia M. Russell Library, die in einem zweistöckigen Gebäude untergebracht ist.

## Politik
Gegenwärtige Bürgermeisterin ist Barbara H. Young. Der Stadtrat (City Council) umfasst 6 Mitglieder und gliedert sich regional nach den Districts der Stadt. Stadtrats- und Bürgermeisterwahlen finden alle 4 Jahre statt.

## Feste
Typische Feste der Stadt sind neben den traditionellen Feierlichkeiten zum 4. Juli und zu Weihnachten das Homestead-Festival, das Jazzfest und das Oktoberfest.

## Söhne und Töchter der Stadt
- George Hardy (* 1954), Schauspieler und Zahnarzt
- Terrell Owens (* 1973), American-Football-Spieler